# Африканская сказка
«Африканская сказка» — советский рисованный мультфильм о порабощении чернокожего человека «цивилизованными» животными, поставленный режиссёрами Леонидом Аристовым и Игорем Николаевым по мотивам легенды лидера национального движения Кении Джомо Кениата.
Иносказательная история о борьбе африканских народов против колонизаторов. Мультфильм вышел в 1963 году — в год обретения Кенией независимости от Великобритании и избрания Джомо Кениата президентом.
В производство мультфильм был запущен под названием «Чёрный человек и белый слон», а в копии, сохранённой в фильмотеке киностудии «Союзмультфильм», в первоначальном титре значится «По закону джунглей».

## Сюжет
Жил Чёрный Человек на своей земле, щедро отдавала он ему плоды свои, ибо трудился он в поте лица своего. Но как-то раз на этой земле появился Белый Слон со словами: «Какая богатая земля! Мне чертовски повезло, что я здесь первый из зверей!». Слон угостил Человека сигаретой, дал ему глянцевые журналы с красотками на обложках и яркой рекламой.
Пока Человек, листая журналы, приобщался к «высокой цивилизации», господин Слон бесцеремонно сожрал всё, что мог, и занял дом хозяина. Чтобы выселить «гостя», Человек обратился в суд «господ зверей», где Слон заявил, что в обмен на щедрые дары цивилизации (сигареты и журналы) Человек должен отдать всё и «не вызывать возбуждение протестами», а председатель суда Лев обвинил человека в клевете «на лучшего друга Слона».
Суд признал Человека виновным, но из-за его «отсталости и дикости» заслуживающим снисхождения, и ему разрешено было построить новый дом. Но каждый раз, как только Человек строил новый дом, его занимал какой-нибудь зверь: носорог-кардинал, гиена-прокурор, крокодил-адвокат. Тогда Человек построил большую хижину. За обладание ею между зверями началась грызня. Когда они все влезли внутрь постройки, Человек поджег её, и звери в панике разбежались.

## Съёмочная группа
- Авторы сценария: Игорь Болгарин, Игорь Николаев
- Режиссёры-постановщики: Леонид Аристов, Игорь Николаев
- Художник-постановщик: Натан Лернер
- Композитор: Иван Арсеев
- Оператор: Елена Петрова
- Звукооператор: Борис Фильчиков
- Текст от автора читают:
- Алексей Консовский
- Сергей Цейц
- Художники-мультипликаторы: Виолетта Карп, Леонид Носырёв, Константин Чикин, Владимир Крумин, Ольга Столбова, Галина Баринова, Владимир Морозов, Валентин Кушнерёв
- Художник-декоратор: Дмитрий Анпилов

## Фестивали
В 2008 году мультфильм был показан на Большом фестивале мультфильмов в программе историка анимации Георгия Бородина «Советские антиимпериалистические мультфильмы 1940-60».